# Panská koalice
Panská koalice se přezdívá československé prvorepublikové vládní koalici v letech 1926–1929. Členy této středo-pravicové koalice agrárních a křesťanských stran byly poprvé i strany německé. V jejím čele stál Antonín Švehla a byla to jeho třetí a poslední vláda, ve které byl ministerským předsedou.
Koalice sestávala ze stran:
- Republikánská strana zemědělského a malorolnického lidu (ve volbách roku 1925 získala 13,7 % hlasů)
- Československá strana lidová (9,7 %)
- Československá živnostensko-obchodnická strana středostavovská (4 %)
- Německý svaz zemědělců (8 %)
- Německá křesťansko-sociální strana lidová (4,4 %)

a později i
- Hlinkova slovenská ľudová strana (9,9 %) (do aféry Vojtecha Tuky)
- Československá národní demokracie (4 %)

Ministrem zahraničí byl Edvard Beneš, který byl funkcionářem Československé strany národně sociální, ale ve vládě nebyl formálně za svoji stranu.